# Bilîkî, Mirhorod
Bilîkî (în ucraineană Білики) este localitatea de reședință a comunei Bilîkî din raionul Mirhorod, regiunea Poltava, Ucraina. În secolul al XIX-lea, satul făcea parte din volostul Zubivka, uezdul Mirhorod.

## Demografie
Componența lingvistică a localității Bilîkî
     Ucraineană (96,9%)
     Rusă (3,1%)
Conform recensământului din 2001, majoritatea populației localității Bilîkî era vorbitoare de ucraineană (96,9%), existând în minoritate și vorbitori de rusă (3,1%).